# 시바 노부히로
시바 노부히로(일본어: 柴 暢彦, 1974년 4월 18일 ~ )는 일본의 전 축구 선수이다.

## 구단 경력
과거 오이타 트리니티, 알비렉스 니가타, 더스파 구사쓰에서 활동하였다.